# 17805 Švestka
(17805) Švestka, denumire internațională (17805) Svestka, este un asteroid din centura principală de asteroizi.

## Descriere
17805 Švestka este un asteroid din centura principală de asteroizi. A fost descoperit pe 30 martie 1998 la Observatorul Kleť de Miloš Tichý și Zdeněk Moravec
. Asteroidul prezintă o orbită caracterizată de o semiaxă mare de 3,00 ua, o excentricitate de 0,07 și o înclinație de 10,5° în raport cu ecliptica.